# カヴェーディネ
カヴェーディネ（イタリア語: Cavedine）は、イタリア共和国トレンティーノ＝アルト・アディジェ州トレント自治県にある、人口約3,000人の基礎自治体（コムーネ）。

## 地理

### 位置・広がり
トレント自治県中部に位置するコムーネ。県都トレントから南西へ15kmの距離にある。

#### 隣接コムーネ
隣接するコムーネは以下の通り。
- チモーネ
- ドレーナ
- ドロ
- マドルッツォ (ラジーノ)
- トレント
- ヴィッラ・ラガリーナ

## 行政

### 分離集落
カヴェーディネには、以下の分離集落（フラツィオーネ）がある。
- Brusino, Cavedine, Lago di Cavedine, Musté, Stravino, Vigo Cavedine

### Comunita di valle
トレント自治県が設置した広域行政組織 Comunita di valle 「ヴァッレ・デイ・ラーギ」 (it:Comunità della Valle dei Laghi) （事務所所在地: 旧ヴェッツァーノ）に属する。

## 住民

### 言語
| 少数言語話者の割合（2011年） | 少数言語話者の割合（2011年） | 少数言語話者の割合（2011年） | 少数言語話者の割合（2011年） | 少数言語話者の割合（2011年） |
| ---------------------------- | ---------------------------- | ---------------------------- | ---------------------------- | ---------------------------- |
|                              |                              |                              |                              |                              |
| ラディン語                   | ラディン語                   |                              | 0.3%                         | 0.3%                         |
| モケーニ語                   | モケーニ語                   |                              | 0.0%                         | 0.0%                         |
| チンブロ語                   | チンブロ語                   |                              | 0.0%                         | 0.0%                         |

2011年10月9日に行われた国勢調査によれば、若干のラディン語話者がいる。

## 姉妹都市
- エゴルスハイム、ドイツ 1979年